# Heinz Lammers
Heinz Lammers (* 1929 in Greven, Westfalen; † 8. Februar 2022 in Datteln, Westfalen) war ein deutscher Ausbilder von Pferden und Reitern. Weiter war er Landestrainer für den  Pferdesportverband Westfalen.

## Leben
Lammers hatte Erfolge in Dressur, Springen und Vielseitigkeit bis in höchste Klassen. Später spezialisierte er sich auf das Dressurreiten. Hier errang er in den Klassen S bis Grand Prix mit selbst ausgebildeten Pferden mehr als 120 Siege.
Seine Ausbildung begann er auf dem Gestüt Vornholz. Prägend war in dieser Zeit die Ausbildung durch Willi Schultheis. Weitere Ausbilder von Lammers waren Horst Niemack, Paul Stecken und Oberst Winkel.

## Trainerkarriere
Als Landestrainer förderte er viele Reiter und Reiterinnen, die bei Westfälischen Meisterschaften, Deutschen Meisterschaften, sowie Internationalen Championaten  mehr als einhundert Medaillen errangen. Zu seinen Schülerinnen gehörten die Olympiateilnehmerinnen Pia Laus, Eva Maria Pracht (Tochter von Josef Neckermann) und Edit Master.

## Lebenswerk
Für sein Lebenswerk erhielt er vom Pferdesportverband Westfalen die Goldene Verdienstplakette. Die Deutsche Reiterliche Vereinigung verlieh ihm 1989 den Titel Reitmeister. Im Jahr 2013 erhielt er für seine Verdienste um die Ausbildung der Berufsreiter die Stensbeck-Plakette in Gold.